# アメリカ合衆国における2019年コロナウイルス感染症の流行状況
アメリカ合衆国における2019年コロナウイルス感染症の流行状況（アメリカがっしゅうこくにおける2019ねんコロナウイルスかんせんしょうのりゅうこうじょうきょう）では、アメリカ合衆国における新型コロナウイルス感染症（COVID-19）の流行状況について述べる。
2020年1月21日のワシントン州スノホミッシュ郡での感染確認を皮切りに全米の各地で感染の拡大が進行し、同年4月末時点で累計感染者数が100万人を超え、死者数も10万人近くに上った。その後も感染拡大が続き、2021年3月には累計感染者数が3000万人を超え、さらに死者数も同年2月22日の時点で50万人を超えており、いずれも世界最多となっている。
アメリカ疾病予防管理センター（CDC）の2021年7月21日発表では、2020年の米国の平均寿命は77.3歳と前年比1.5歳短くなっており、新型コロナ感染症による死亡者数増加が主因とみられる。

## 感染者数
| 州 / 地域                | 感染     | 死亡   | 参考資料 |
| ------------------------ | -------- | ------ | -------- |
| 合計（全体）             | 27938085 | 497415 | [ 5 ]    |
| アラバマ州               | 486843   | 9592   | [ 6 ]    |
| アラスカ州               | 55198    | 286    | [ 7 ]    |
| 米領サモア               | 4        | 0      | -        |
| アリゾナ州               | 807967   | 15505  | [ 8 ]    |
| アーカンソー州           | 315514   | 5357   | [ 9 ]    |
| カリフォルニア州         | 3441946  | 49105  | [ 10 ]   |
| コロラド州               | 420614   | 5892   | [ 11 ]   |
| コネチカット州           | 273101   | 7523   | [ 12 ]   |
| デラウェア州             | 84732    | 1367   | [ 13 ]   |
| フロリダ州               | 1834708  | 29906  | [ 14 ]   |
| ジョージア州             | 985505   | 16744  | [ 15 ]   |
| ハワイ州                 | 26357    | 428    | [ 16 ]   |
| アイダホ州               | 169150   | 1826   | [ 17 ]   |
| イリノイ州               | 1174409  | 22466  | [ 18 ]   |
| インディアナ州           | 655541   | 12372  | [ 19 ]   |
| アイオワ州               | 332641   | 5336   | [ 20 ]   |
| カンザス州               | 290832   | 4614   | [ 21 ]   |
| ケンタッキー州           | 396997   | 4447   | [ 22 ]   |
| ルイジアナ州             | 424176   | 9466   | [ 23 ]   |
| メイン州                 | 43594    | 658    | [ 24 ]   |
| メリーランド州           | 376966   | 7732   | [ 25 ]   |
| マサチューセッツ州       | 549540   | 15716  | [ 26 ]   |
| ミシガン州               | 636269   | 16342  | [ 27 ]   |
| ミネソタ州               | 479036   | 6500   | [ 28 ]   |
| ミシシッピ州             | 290874   | 6553   | [ 29 ]   |
| ミズーリ州               | 475348   | 7715   | [ 30 ]   |
| モンタナ州               | 98779    | 1342   | [ 31 ]   |
| ネブラスカ州             | 199045   | 2047   | [ 32 ]   |
| ネバダ州                 | 290972   | 4872   | [ 33 ]   |
| ニューハンプシャー州     | 73413    | 1154   | [ 34 ]   |
| ニュージャージー州       | 766405   | 22858  | [ 35 ]   |
| ニューメキシコ州         | 182789   | 3624   | [ 36 ]   |
| ニューヨーク州           | 1596794  | 46600  | [ 37 ]   |
| ノースカロライナ州       | 842637   | 10926  | [ 38 ]   |
| ノースダコタ州           | 99312    | 1438   | [ 39 ]   |
| オハイオ州               | 953767   | 16816  | [ 40 ]   |
| オクラホマ州             | 422037   | 4213   | [ 41 ]   |
| オレゴン州               | 152818   | 2155   | [ 42 ]   |
| ペンシルベニア州         | 913497   | 23597  | [ 43 ]   |
| ロードアイランド州       | 123145   | 2376   | [ 44 ]   |
| サウスカロライナ州       | 504149   | 8324   | [ 45 ]   |
| サウスダコタ州           | 111304   | 1863   | [ 46 ]   |
| テネシー州               | 765137   | 11133  | [ 47 ]   |
| テキサス州               | 2588101  | 41343  | [ 48 ]   |
| ユタ州                   | 366735   | 1852   | [ 49 ]   |
| バーモント州             | 14493    | 197    | [ 50 ]   |
| バージニア州             | 565270   | 7486   | [ 51 ]   |
| ワシントン州             | 334614   | 4822   | [ 52 ]   |
| ウェストバージニア州     | 129616   | 2261   | [ 53 ]   |
| ウィスコンシン州         | 612240   | 6871   | [ 54 ]   |
| ワイオミング州           | 53795    | 662    | [ 55 ]   |
| ワシントンD.C.           | 39648    | 995    | [ 56 ]   |
| プエルトリコ             | 99257    | 1983   | [ 57 ]   |
| 北マリアナ諸島           | 143      | 2      | [ 58 ]   |
| アメリカ領ヴァージン諸島 | 2579     | 25     | [ 59 ]   |
| グアム                   | 7727     | 130    | [ 60 ]   |

## 感染の拡大

### アメリカ本土
2020年1月21日、ワシントン州で1人の感染が確認された。患者は、シアトル近郊のスノホミッシュ郡在住の30代男性で、1月15日に中華人民共和国武漢市からアメリカに戻り、その後にワシントン州内の医療機関を訪れたという。
1月24日、イリノイ州シカゴ在住の60歳女性の感染が確認された。患者は1月13日に武漢市からアメリカに戻ったという。
1月26日、カリフォルニア州オレンジ郡在住の1人とロサンゼルス郡在住の1人の感染が確認された。同日、北京のアメリカ大使館は武漢にあるアメリカ総領事館の職員および一部の在留アメリカ市民の撤収を発表した。
1月27日、アリゾナ州立大学の学生1人の感染が確認された。
1月30日、シカゴの女性感染者の夫の感染も確認された。
1月31日、武漢から戻ってきたカリフォルニア州サンタクララ郡在住の男性1人の感染が確認された。
2月1日、マサチューセッツ大学ボストン校の学生1人の感染が確認された。
2月2日、カリフォルニア州サンタクララ郡在住の女性1人とサンベニト郡在住の夫婦2人の感染が新たに確認された。
2月5日、北京市への渡航歴があるウィスコンシン州在住の1人の感染が確認された。
2月10日、ミラマー海兵隊基地で隔離中の540人の帰国者のうち、1人の感染が確認された。
2月12日、同じ帰国者のうち、1人の感染が確認された。
2月13日、テキサス州サンアントニオ付近で1人の感染が確認された。
2月20日、カリフォルニア州北部のハンボルト郡で1人の感染が確認された。
2月21日、ダイヤモンドプリンセス号からチャーター機で帰国した約300人のうち、18人の感染が確認された。同日、カリフォルニア州サクラメント郡で中国渡航歴のある1人の感染が確認された。
2月24日、新たにダイヤモンドプリンセス号から帰国した18人の感染が確認された。
2月25日、新たにダイヤモンドプリンセス号から帰国した4人の感染が確認された。サンフランシスコ市が、感染者がまだ1人も確認されていないにもかかわらず、新型コロナウイルスの感染拡大に備えて「非常事態宣言」を発令。ハーバード大学教授のマーク・リプシッチが「来年までに、世界の40〜70%の人々が、新型コロナウイルスに感染するだろう」と予想。
2月26日、ダイヤモンドプリンセス号から帰国した2人と、出国歴がないカルフォルニア州ソラノ郡在住の女性1人の感染が確認された。
2月28日、ダイヤモンドプリンセス号から帰国した2人と、感染経路不明のカリフォルニア州サンタクララ郡在住の高齢女性の感染が確認された。また、オレゴン州でワシントン郡在住のクラカマス郡の小学校の職員1人、ワシントン州で出国歴のない高校生と韓国から帰国した50代女性の推定事案が出た。
2月29日、ワシントン州で70代女性と40代女性の感染が確認され、キング郡で前日に感染が確認された50代男性が死亡。また、カリフォルニア州で接触者1人の感染が確認され、イリノイ州でクック郡在住の1人の推定事案が出た。
3月1日、ワシントン州でキング郡在住の60代男性2人、70代男性2人、80代、90代女性各1人、スノホミッシュ郡在住の40代男性、ニューヨーク州でイランから帰国したマンハッタン在住の30代女性医療スタッフ、カリフォルニア州でアラメダ郡の1人、ソラノ郡の1人、エジプトから帰国したサンタクララ郡の夫婦2人と女性1人、ロードアイランド州で2月中旬にイタリアに行った40代男性と少女の感染が確認された。同日、ワシントン州キング郡で70代男性が死亡。また、フロリダ州でヒルズボロ郡在住の1人とマナティ郡在住の1人、オレゴン州でも1人の推定事案が出た。
3月2日、ダイヤモンドプリンセス号から帰国した1人、カリフォルニア州でサンタクララ郡の男性2人、接触者であるプレイサー郡の1人、ワシントン州でキング郡在住の4人、スノホミッシュ郡在住の1人、ジョージア州でミラノ出張から帰国したフルトン郡在住の56歳男性とその15歳の息子の感染が確認された。同日、ワシントン州カークランドの特別養護施設で4人（うち3人は同郡内在住、1人はスノホミッシュ郡在住）が死亡。また、ニューハンプシャー州でグラフトン郡在住の医療スタッフ1人、イリノイ州で感染者の配偶者であるクック郡在住の70代女性、オレゴン州でユマティラ郡の1人、マサチューセッツ州でノーフォーク郡在住の20代女性、カリフォルニア州でソノマ郡の1人、サンマテオ郡の1人の推定事案が出た。
3月3日、ワシントン州でAmazon.comの従業員を含むキング郡の5人、スノホミッシュ郡の2人、ニューヨーク州でウェストチェスター郡在住の50歳男性弁護士、ノースカロライナ州でワシントン州を訪れたことのあるウェイク郡在住の1人、アリゾナ州でマリコパ郡在住の20代男性、カリフォルニア州でサンタクララ郡の男性2人、イタリアから帰国したバークレー在住の1人、2月11日〜21日にサンフランシスコ発メキシコ行きのプリンセス・クルーズ社のクルーズ船「グランド・プリンセス」に乗ったプレイサー郡の1人とソノマ郡の1人、ロサンゼルス郡の1人、コントラコスタ郡の1人感染が確認された。また、ワシントン州で死亡した3人（うち2人は2月26日にキング郡内で死亡）の感染も確認された。同日、ニューハンプシャー州で接触者1人、フロリダ州でヒルズボロ郡在住の1人、カリフォルニア州でオレンジ郡の男女2人の推定事案が出た。
3月4日、ニューヨーク州でウェストチェスター郡在住の感染者の息子であるイェシーバー大学の男子学生ら家族3人、隣人1人、その知人の一家5人、カリフォルニア州でロサンゼルス郡在住の6人、サンタクララ郡在住の男性3人、ワシントン州でFacebookの従業員1人を含むキング郡在住の10人、スノホミッシュ郡在住の3人の感染が確認された。また、カリフォルニア州でクルーズ船乗客であったプレイサー郡在住の71歳男性、ワシントン州でキング郡在住の1人が死亡。同日、テキサス州でフォートベント郡在住の70代男性、ニュージャージー州でバーゲン郡フォートリー在住の30歳男性の推定事案が出た。
3月5日、ワシントン州でスノホミッシュ郡、キング郡、グラント郡の31人、カリフォルニア州でサンタクララ郡の6人、ロサンゼルス郡の4人、サンフランシスコの90代男性と40代女性、テキサス州でエジプト旅行から帰国したハリス郡在住の男女2人、コロラド州でサミット郡に滞在中の州外在住30代男性とダグラス郡在住の女性、メリーランド州でイタリアから帰国したモンゴメリー郡の70代夫婦と50代女性ら4人、ハーフォード郡在住の1人、テネシー州でボストンで開催されたバイオジェン社の会議に参加したウィリアムソン郡在住の44歳男性、アリゾナ州で20代の州外在住男性、イリノイ州でイタリアからシカゴ・オヘア国際空港に到着した20代男性、ネバダ州でワシントン州・テキサス州を訪れたことのあるクラーク郡在住の50代男性とワショー郡リノ在住のグランドプリンセス号の元乗客の50代男性の感染が確認された。同日、ワシントン州キング郡で1人が死亡。また、フロリダ州でサンタローザ郡在住の高齢男性、マサチューセッツ州でミドルセックス郡の60代女性、ニュージャージー州でバーゲン郡の30歳女性、テキサス州でエジプト旅行から帰国した男女2人の推定事案が出た。
3月6日、グランドプリンセス号に乗船していた19人の乗員と2人の乗客、カリフォルニア州でアラメダ郡在住のグランドプリンセス号の元乗客、グランドプリンセス号に乗った2人を含むコントラコスト郡在住の3人、プレイサー郡在住のグランドプリンセス号元乗客3人、サニーベール在住の1人を含むサンタクララ郡の4人、ヨロ郡在住の高齢女性、コロラド州でデンバー郡・ダグラス郡・エルパソ郡・イーグル郡在住の6人、フロリダ州でブロワード郡在住の2人、アリゾナ州でピナル郡在住の女性、コネチカット州でニューヨーク州ウエストチェスター郡在住の医療スタッフの女性、インディアナ州でボストンを訪れていたインディアナポリス在住の男性、ケンタッキー州でハリソン郡在住の1人、ノースカロライナ州でイタリアから帰国したチャタム郡在住の男性、オクラホマ州でイタリアから帰国したタルサ郡在住の男性、ペンシルベニア州でデラウェア郡在住の1人とウェイン郡在住の1人、ロードアイランド州でニューヨーク州の感染者と接触した女性、イリノイ州でグランドプリンセス号の元乗客である高校の助手、マサチューセッツ州でバイオジェンの会議に参加していたサフォーク郡とノーフォーク郡在住の5人、ニューヨーク州で感染者の接触者11人、ウエストチェスター郡在住の8人、ロングアイランドのナッソー郡在住の3人、テキサス州でエジプト旅行から帰国したヒューストン在住の1人とフォートベント郡在住の2人、ワシントン州でMicrosoftの従業員2人、シアトルのスターバックスの従業員1人、ワシントン大学の職員1人を含む多数の感染が確認された。同日、フロリダ州リー郡在住の1人と同州サンタローザ郡在住の1人、ワシントン州でキング郡在住の3人が死亡。また、ジョージア州でフロイド郡在住の46歳女性、ミネソタ州でクルーズ船に乗ったことのあるラムゼー郡在住の高齢者、ネブラスカ州でイギリスから帰国したダグラス郡在住の30代女性、サウスカロライナ州でヨーロッパから帰国したチャールストン郡在住の女性とカーショー郡在住の高齢女性、ユタ州でグランドプリンセス号に乗船した1人、ニュージャージー州でカムデン郡在住の60代男性とバーゲン郡在住の50代男性の推定事案が出た。
3月7日、カリフォルニア州でサンタクララ郡の8人、スタンフォード大学医学部の1人、サンタクルーズ郡・マデラ郡・フレズノ郡在住のグランドプリンセス号元乗客3人、サクラメント郡エルクグローブ在住の一家数人、カンザス州で北東部地域から帰ったジョンソン郡在住の50代女性、バージニア州で海外旅行から帰国したフォート・ベルヴォアール駐在の海兵隊員、ワシントンD.C.でジョージタウンの教区牧師とナイジェリア人旅行者の感染が確認された。同日、ワシントン州キング郡でカークランドの養護施設の1人が死亡。また、カリフォルニア州でサンフランシスコの6人、マサチューセッツ州でバークシャー郡クラークスバーグ在住の60代男性など5人、オレゴン州でジャクソン郡・クラマス郡・ワシントン郡在住の4人の推定事案が出た。
3月8日、カリフォルニア州でコントラコスタ郡の5人、シャスタ郡在住の50歳男性、コネチカット州でカリフォルニア州から帰ってきたウイルトン在住の40代1人、ジョージア州でチェロキー郡在住の1人、コブ郡在住の2人とフルトン郡在住の1人、イリノイ州で旅行歴のないクック郡在住の60代男性、インディアナ州でボストンを訪れていたヘンドリックス郡在住の男性とエイヴォンの小学校の学生1人、アイオワ州でエジプトへの旅行から帰国した3人、ミネソタ州でカーバー郡在住の50代1人、ミズーリ州でイタリアからオヘア国際空港に到着した後、シカゴから列車でセントルイスに帰ったセントルイス郡在住の20歳女子大生、ニューヨーク州で16人、ワシントン州でシアトルの介護施設の職員ら多数の感染が確認された。同日、ワシントン州グラント郡で1人が死亡。また、マサチューセッツ州でバイオジェン社の会議に参加していたサフォーク郡・ミドルセックス郡・ノーフォーク郡在住の15人、ニュージャージー州でイースト・ブランズウィック在住の1人とエジソン在住の1人、オレゴン州でワシントン郡の5人、ダグラス郡の1人、マリオン郡の1人、バーモント州でベニントン郡在住の1人、バージニア州でナイル川のクルーズから帰国したフェアファックス在住の80歳男性、ワシントン州でキトサップ郡のベインブリッジ島在住の60代1人の推定事案が出た。
3月9日、カリフォルニア州でサクラメント郡エルクグローブ在住の小学生1人、サンフランシスコの5人、コネチカット州でブリッジポートの病院の60代女性スタッフ、フロリダ州でコリアー郡在住の68歳女性、64歳女性、73歳男性、ピネラス郡在住の67歳男性と64歳男性、パスコ郡在住の46歳男性、ナッソー郡在住の68歳男性、ブロワード郡在住の69歳女性、アラチュア郡に滞在中のジョージア州住民1人、イリノイ州でクック郡在住の4人、インディアナ州でノーブル郡在住の1人、アイオワ州でエジプト旅行から帰国したジョンソン郡在住の4人とカリフォルニア州を訪れていたポタワタミー郡在住の成人1人、ケンタッキー州でファイエット郡の1人とルイビルの1人、ノースカロライナ州でバイオジェン社の会議に参加したウェイク郡在住の5人、ミズーリ州で最初の感染者の親族2人、ニュージャージー州で5人、ニューヨーク州でセントラル・パーク管理委員会のトップ、エリザベス・W・スミスやニューヨーク・ニュージャージー港湾公社のトップ、リック・コットン、オハイオ州でエジプトから帰国したカヤホガ郡在住の50代2人とワシントンD.C.から帰った同郡在住の50代1人、ユタ州でウィーバー郡在住の高齢女性、ワシントン州でカークランドの介護施設関係者ら26人、ワシントンD.C.で教会関係者1人を含む3人の感染が確認された。同日、カリフォルニア州サンタクララ郡で60歳女性、ワシントン州で3人が死亡。また、コロラド州で4人、ルイジアナ州でニューオーリンズ都市圏在住の1人、マサチューセッツ州で13人、テキサス州でシリコンバレーを訪れていたコリン郡在住の3歳の子供を含む一家3人、バージニア州でアーリントン郡在住の60代男性、フェアファックス在住の感染者の配偶者、スポットシルベニア郡在住の1人の推定事案が出た。
3月10日、ワシントン州選出の上院議員マリア・キャントウェルの助手1人、カリフォルニア州でアラメダ郡在住の感染者の配偶者、サンフランシスコ在住の接触者1人、ベンチュラ郡在住のグランドプリンセス号の元乗客など計24人、フロリダ州でアラチュア郡在住の1人、ジョージア州で5人、ルイジアナ州でニューオーリンズ都市圏在住の2人、マサチューセッツ州でサドバリー在住の男性を含む50人、ミシガン州でオークランド郡在住の女性とウェイン郡在住の男性、ミネソタ州でアノーカ郡在住の1人、サウスダコタ州でビードル郡在住の40代男性、チャールズミックス郡在住の50代男性、デイビソン郡在住の30代女性、ミネハハ郡在住の40代男性、バージニア州でバージニアビーチ在住の夫婦と米海軍職員1人、ワシントン州でワットコム郡の女性1人、アイランド郡の1人やスカジット郡の1人ら105人、ウィスコンシン州でウィスコンシン大学ミルウォーキー校の職員1人の感染が確認された。同日、カリフォルニア州サクラメント郡でエルクグローブの介護施設に入居していた90歳女性、ニュージャージー州でバーゲン郡在住の60代男性調教師、サウスダコタ州でペニントン郡在住の60代男性、ワシントン州キング郡で2人が死亡。また、コロラド州で17人、イリノイ州で8人、ルイジアナ州でニューオーリンズ都市圏在住の3人、オレゴンでマルトノマ郡在住の1人、テキサス州でダラス郡の1人とタラント郡の1人、バージニア州でラウドン郡在住の1人の推定事案が出た。
3月11日、カリフォルニア州で感染者と同居しているマリン郡在住の2人、サンノゼ国際空港ターミナルB駐在の運輸保安庁職員3人、アラメダ市在住の消防士1人、コネチカット州でニューケイナン在住の1人、デラウェア州でデラウェア大学の大学院生2人とポスドク研究者1人、ジョージア州で9人、イリノイ州で6人、インディアナ州でセントジョゼフ郡在住の男性やハワード郡在住の1人ら5人、ミシガン州で中部在住の中学生1人、ミネソタ州でオルムステッド郡在住の50代1人とラムゼー郡在住の30代1人、ミシシッピ州でフロリダ州から帰ったフォレスト郡在住の1人、ニューヨーク州でローマから帰国したモンロー郡ロチェスター在住の男性、オハイオ州でクラーク郡在住の53歳男性、オクラホマ州でユタ・ジャズ所属のバスケットボールフランス代表であるルディ・ゴベール、オレゴン州でデシューツ郡・マリオン郡・ポーク郡・ユマティラ郡のそれぞれ1人、テキサス州でヒューストン在住の若い女性、バージニア州でハノーバー郡在住の10代1人、ワシントン州でサーストン郡在住の1人の感染が確認された。同日、カリフォルニア州ロサンゼルス郡で韓国などを旅行したフロリダ州オーランド在住の68歳女性、ワシントン州でキング郡の5人が死亡。また、アーカンソー州でパインブラフ在住の1人、デラウェア州でニューキャッスル郡在住の50代男性、ルイジアナ州で13人、ニューメキシコ州でエジプトから帰国した60代夫婦とニューヨーク州から帰ってきた70代女性、オレゴン州でリン郡在住の2人、サウスダコタ州でミネハハ郡在住の40代と50代男性2人、バナム郡在住の60代男性、ワイオミング州で他州から帰ったシェリダン郡在住の1人の推定事案が出た。
3月12日、カリフォルニア州でアラメダ郡在住の接触者4人、サンフランシスコ在住の4人、サンノゼ在住の消防士4人とその家族、サンホアキン郡在住の2人、ジョージア州でムーディ空軍基地の飲食施設職員1人、イリノイ州でシカゴ在住の40代女性とその息子、ケーン郡在住の70代男性、クック郡在住の70代女性2人と50代男性、マクヘンリー郡在住の60代男性、インディアナ州で1人、カンザス州でフロリダ州から帰ってきたジョンソン郡在住の男性3人、メイン州でアンドロスコッギン郡在住の50代男性、メリーランド州で出国歴のないプリンスジョージズ郡在住の男性ら数人、マサチューセッツ州でバイオジェン社の会議に参加した人を中心とした数十人、ミネソタ州でヘネピン郡・ダコタ郡・スターンズ郡在住の4人、ニューヨーク州でオールバニ郡在住のニューヨーク州立大学オールバニ校の20代男子大学生、30代女性とスケネクタディ郡在住のユニオン大学の職員1人、オレゴン州でリン郡の退役軍人看護施設の6人、テキサス州でダラス郡在住の5人、オースティン、サンアントニオ、タイラー、ベル郡、ガルベストン郡、トラヴィス郡在住の多数、ワシントン州でヤキマ郡在住の2人、コロンビア郡在住の高齢者1人ら多数の感染が確認された。同日、ジョージア州コブ郡マリエッタの病院で67歳男性、カンザス州でワイアンドット郡の養護施設に入居していた70代男性が死亡。また、アーカンソー州でパインブラフの感染者と接触した4人を含む5人、コロラド州でコロラド大学ボルダー校の職員1人、ミシガン州で10人、テキサス州でハリス郡在住の40代男性、フロリダ州から帰ってきたモンゴメリー郡在住の40代警察官、バージニア州でフェアファックス郡在住の2人の推定事案が出た。
3月13日、アラバマ州でマクスウェル空軍基地の従業員やジェファーソン郡在住の1人を含む6人、カリフォルニア州でサンタクララ郡在住の13人、サンノゼ国際空港の運輸保安庁職員1人、サンノゼ在住の消防士2人、スタンフォード大学の学部生1人、コロラド州でアスペンに滞在中のオーストラリア人スキー客10人を含む約50人、フロリダ州でブラジル訪問団とのイベントに参加していたマイアミ市長のフランシス・スアレスなど26人、アイダホ州でニューヨークを訪れていたエイダ郡在住の50代女性、イリノイ州で14人、カンザス州のウィチタで海外旅行から帰国したバトラー郡在住の70代男性、メリーランド州でキャロル郡在住の1人とプリンスジョージズ郡在住の50歳男性を含む7人マサチューセッツ州で15人、ミネソタ州でヘネピン郡・ラムゼー郡・アノーカ郡・ダコタ郡・カーバー郡・ライト郡在住のそれぞれ1人、ニューヨーク州でハーキマー郡在住の1人、オハイオ州でベルモント郡・バトラー郡・サミット郡・トランブル郡など在住の9人、オクラホマ州でユタ・ジャズ所属のドノバン・ミッチェル、ロードアイランド州でポルトガルから帰国した1人を含む20人、サウスダコタ州でマクック郡在住の1人、テキサス州でニューヨークから帰ったテキサス大学オースティン校理事長のグレゴリー・L・フェンヴェスの妻、ワイオミング州でフレモント郡在住の高齢男性の感染が確認された。同日、カリフォルニア州サンタクララ郡で80代女性、同州内でフロリダ州オレンジ郡在住の1人、コロラド州でエルパソ郡在住の80代女性が死亡。また、アーカンソー州で海外旅行から帰国したカップルとリットルロック在住の1人、ミシガン州で13人、テキサス州でエルパソ郡在住の40代男性、ヒューストン在住の70代女性とガルベストン郡在住の30代女性の推定事案が出た。ブラジル訪問団の感染者と接触したドナルド・トランプ大統領も同日に検査を受け、陰性だと判明した。
3月14日、カリフォルニア州でサンタクララ郡在住の17人、サンフランシスコ在住の5人、マリン郡在住の2人、バークレー市外在住のカリフォルニア大学バークレー校の院生1人、サンルイスオビスポ郡に滞在中の同州北部地域在住の高齢者1人、ソノマ郡在住の1人、チュラビスタ市議、元市長のスティーブ・パディーラ、デラウェア州でニューキャッスル郡在住の50代女性と60代男性、フロリダ州でオーランド国際空港駐在の運輸保安庁職員1人、アイダホ州でブレイン郡ハイレイ在住の50代女性、エイダ郡在住の50代男性、ティトン郡在住の50代女性、南部在住の70代女性、イリノイ州でウッドフォード郡在住の70代男性、カンバーランド郡在住の70代男性、サンガモン郡在住の1人と同郡スプリングフィールドに来たフロリダ州在住の女性、デュページ郡の養護施設に入居している60代女性、カンザス州でジョンソン郡コミュニティカレッジの関係者女性、メリーランド州でモンゴメリー郡在住の7人、ハーフォード郡在住の69歳接触者、ボルチモア市在住の60代男性、マサチューセッツ州でケープコッド半島にあるバーンスタブル郡サンドイッチ在住の60代男性、ウースター郡在住の1人、ブリストル郡在住の1人など15人、ミシガン州でデトロイト・ピストンズ所属のクリスチャン・ウッドを含む8人、ミネソタ州でヘネピン郡在住の60代2人と30代1人の一家3人、ラムゼー郡在住の30代1人、スターンズ郡在住の60代1人、レンビル郡在住の30代1人、ダコタ郡在住の10代1人、ニューヨーク州でエリー郡在住の3人とブルックリン在住の州議会議員チャールズ・バロン、ヘレン・ワインスタイン、オハイオ州でフランクリン郡・ロレイン郡など在住の13人、ペンシルベニア州でアレゲニー郡の1人、バックス郡の1人、カンバーランド郡の2人、デラウェア郡の1人、リーハイ郡の1人、ルザーン郡の1人、モンロー郡の3人、モンゴメリー郡の4人、フィラデルフィア郡の2人、サウスカロライナ郡でビューフォート郡在住の3人、カーショー郡在住の2人、レキシントン郡在住の1人、バージニア州でウィリアム・アンド・メアリー大学職員1人、フェアファックス郡在住の小学校教師1人を含む10人以上、ワシントン州でスポケーン郡在住の3人、ワシントンD.C.で6人、ウィスコンシン州でミルウォーキー郡在住の4人とウィネベーゴ郡、ウォキショー郡、デーン郡在住の各1人の感染が確認された。同日、ルイジアナ州でオーリンズ郡在住の58歳患者、ニュージャージー州でモンマス郡在住の50代女性、ニューヨーク州ブルックリン区の病院で82歳女性、同州ロックランド郡サファーンの住宅で65歳の患者、バージニア州のバージニア半島で70代男性が死亡。また、アーカンソー州でパインブラフの医療スタッフ3人、カンザス州でフランクリン郡在住の男性1人、ミシガン州で8人、テキサス州でマタゴルダ郡在住の60代女性、ブラゾリア郡在住の40歳前後の2人、モンゴメリー郡在住の40代女性、ヒューストン在住の50代男性の推定事案が出た。ドバイからボストンへ向かう途中の飛行機内で亡くなったマサチューセッツ州ウースター郡在住の59歳男性はボストンの警察当局は新型コロナウイルスとの関連性について調べていた結果、感染していなかったと判明した。
3月15日、カリフォルニア州でカリフォルニア大学サンフランシスコ校の医療スタッフ2人を含むサンフランシスコ在住の9人、サンタクララ郡在住の23人、サンタバーバラ郡在住の60代1人、サンバーナーディーノ郡在住の53歳女性、サンルイスオビスポ郡に滞在中の同州南部在住の1人、デラウェア州でニューキャッスル郡在住の30代女性と上院議員トム・カーパーのスタッフ1人、フロリダ州でブロワード郡在住の17人、マイアミ・デイド郡在住の4人を含む39人、イリノイ州でシャンペーン郡・クリントン郡・ホワイトサイド郡・ウィネベーゴ郡など在住の29人、カンザス州でジョンソン郡在住の50代女性、ルイジアナ州で26人、メイン州で7人、メリーランド州でハワード郡の養護施設在住の82歳女性を含む5人、マサチューセッツ州でプリマス郡ハノーバー在住の1人ら約30人、ミシガン州で20人、ミネソタ州でヘネピン郡在住の10人、ダコタ郡在住の2人、ラムゼー郡在住の2人、オルムステッド郡在住の1人、ワシントン郡在住の1人、ブルーアース郡在住の1人、アノーカ郡在住の1人、ベントン在住の1人、ニュージャージー州でムアズタウン在住の43歳男性、イースタンプトン在住の63歳女性など31人、ノースカロライナ州でメクレンバーグ郡在住の2人、オハイオ州で10人、オクラホマ州で1人、サウスカロライナ州でカーショー郡在住の3人、オリー郡在住の3人、アンダーソン郡在住の2人、グリーンビル郡在住の1人、バージニア州で4人、ワシントン州でルイス郡在住の1人、ワシントンD.C.で接触者である38歳女性。同日、カリフォルニア州サンマテオ郡で1人、ルイジアナ州オーリンズ郡で1人、ニューヨーク市で79歳女性、テキサス州タラント郡でアーリントンの養護施設在住の77歳男性が死亡。また、テキサス州でハリス郡在住の40代女性と50代男性の推定事案が出た。
3月16日、アーカンソー州で中央部在住の2人とクリバーン郡在住の2人、カリフォルニア州でアラメダ郡在住の8人、サンフランシスコ在住の3人、ロサンゼルス郡在住の25人、ネバダ郡在住の1人、コロラド州で29人、デラウェア州でニューキャッスル郡在住の50歳以上の女性、イリノイ州でピオリア郡・ウィル郡など在住の12人、カンザス州でジョンソン郡在住の接触者ら2人、ルイジアナ州で28人、メリーランド州でハワード郡在住の40代男性、50代男性、70代女性とボルチモア在住の20代女性を含む10人、マサチューセッツ州でノースイースタン大学の学生1人、ミネソタ州で19人、ミシシッピ州でパールリバー郡在住の1人とハンコック郡在住の1人、ニューヨーク州でクリントン郡プラッツバーグ在住の男性、オハイオ州でトランブル郡在住の2人を含む14人、テキサス州で前日に亡くなったマタゴルダ郡在住の90代男性、バージニア州でシャーロッツビル在住のバージニア大学の50代女性職員ら6人、ワシントンD.C.で23歳男性、ヨーロッパ旅行から帰国した42歳女性、54歳女性、54歳男性、56歳男性、ワイオミング州でフレモント郡在住の7人の感染が確認された。同日、ルイジアナ州のニューオーリンズで養護施設在住の84歳患者、ネバダ州のラスベガスで60代男性、サウスカロライナ州のレキシントン郡で看護施設の居住者1人、バージニア州のバージニア半島で70代男性、ニュージャージー州でバーゲン郡サドルブルック在住の90歳患者、ワシントン州のクラーク郡で80代夫婦が死亡。
3月17日、アラバマ州でジェファーソン郡とシェルビー郡を中心とした複数住民、カリフォルニア州でサンフランシスコ郡在住の3人、ロサンゼルス郡在住の50人、アラメダ郡在住の8人、サンタクララ郡在住の17人、サンマテオ郡在住の23人、コントラコスタ郡在住の5人、モントレー郡在住の2人、サンルイスオビスポ郡在住の3人、デラウェア州でニューキャッスル郡在住の7人とサセックス郡在住の1人、フロリダ州でフロリダ州立大学の学生4人、オーランド在住の40歳女性と51歳男性、ポーク郡在住の1人を含む24人、イリノイ州でデュページ郡ウィローブルックの養護施設関係者22人、シカゴ消防署の職員やミッドウェー国際空港の従業員らを含む55人、カンザス州でフォード郡に滞在中のオレゴン州在住者1人、マイアミ郡に滞在中のミズーリ州在住者1人、ジョンソン郡在住の2人、ワイアンドット郡で40代、50代の女性2人と10代男子学生、ダグラス郡でフロリダ州から帰ってきた20代男性、ケンタッキー州でジェファーソン郡在住の1人とライアン郡在住の1人、メリーランド州でフレデリック郡・キャロル郡など在住の20人、ミネソタ州でヘネピン郡在住の2人、オルムステッド郡在住の2人、ダコタ郡在住の1人とラムゼー郡在住の1人、ニュージャージー州で89人、ノースカロライナ州でギルフォード郡在住の1人、メクレンバーグ郡在住の4人、チャタム郡在住の2人、デューク大学とノースカロライナ大学チャペルヒル校の職員数人、ウェイク郡在住の2人、オハイオ州でフランクリン郡在住の23歳女性、サウスカロライナ州でカーショー郡の5人、チャールストン郡の2人、ビューフォート郡、カルフーン郡、レキシントン郡、リッチランド郡、ヨーク郡、グリーンビル郡、オリー郡の各1人、ワシントン州でメイソン郡在住の1人、シェラン郡レブンワース在住の29歳男性とシェラン在住の56歳男性、フランクリン郡在住の20代女性、ワシントンD.C.で9人、ワイオミング州でシェリダン郡・ララミー郡・パーク郡在住の数人、ウェストバージニア州でジェファーソン郡シェファーズタウン在住の1人の感染が確認された。これにより感染が全50州に広がったこととなる。同日、フロリダ州ブロワード郡のフォートローダーデールで77歳男性、イリノイ州シカゴでサウスサイド在住の61歳元女性看護師、ルイジアナ州のニューオーリンズで養護施設在住の80歳患者、テキサス州コリン郡でプレイノ在住の64歳男性が死亡。
3月18日、ワシントンD.C.でフロリダ州選出の共和党下院議員マリオ・ディアズ＝バラート、DC消防署の救急隊員2人、DC上級裁判所の連邦保安官、ジョージ・ワシントン大学の学部生1人を含む8人、イリノイ州でウィローブルックの養護施設の関係者20数人、ケンドール郡とマディソン郡在住の数人、大学・学校関係者多数を含む128人、カンザス州でジョンソン郡在住の2人、ワイアンドット郡在住の退役軍人1人、レブンワース郡で40代女性ら2人、ケンタッキー州でルイビル市長グレッグ・フィッシャーの妻である小児医学者の61歳女性、ルイジアナ州でプラークミンズ郡在住の1人、メリーランド州でプリンスジョージズ郡在住の5人を含む22人、ミシガン州で30人、ニュージャージー州でニューアーク・リバティー国際空港の従業員1人、シートン・ホール大学の職員1人を含む160人以上、ペンシルベニア州でヨーク郡在住の2人、バークス郡在住の1人を含む37人、サウスカロライナ州でカーショー郡の3人、リッチランド郡の3人、ビューフォート郡の2人、チャールストン郡、グリーンビル郡、オリー郡、リー郡、レキシントン郡、サムター郡の各1人、バージニア州で9人、ワイオミング州でシャイアン在住の1人の感染が確認された。同日、ペンシルベニア州のファウンテン・ヒルでニュージャージー州で亡くなった50代女性の兄弟であるノーサンプトン郡在住の55歳男性、ミシガン州のウェイン郡でサウスゲート在住の50代男性、ミズーリ州のコロンビアでブーン郡在住の患者1人、ルイジアナ州でジェファーソン郡在住の72歳患者、同州セントジェームズ郡で60歳以上の患者1人、メリーランド州でプリンスジョージズ郡在住の60代男性、ニュージャージー州でエセックス郡とハドソン郡在住の高齢女性2人、オレゴン州のポートランドでワシントン州クラーク郡在住の70代男性が死亡。
3月26日、アメリカの感染者数は8万3500人を超えて世界最多となり、中国の8万1782人とイタリアの8万589人を上回った。

#### ルイジアナ州
ニューオーリンズで2020年2月に開催されたニューオーリンズ・マルディグラが感染拡大を加速させたとみられる
。

### ハワイ
2020年3月6日、ハワイ州でグランドプリンセス号に乗船した1人の感染が確認された。
3月8日、ワシントン州から帰ってきたオアフ島在住の高齢男性の感染が確認された。
3月14日、インディアナ州からカウアイ島に来た観光客2人の感染が確認された。
3月15日、オアフ島で住民2人、マウイ島で外来者1人の感染が確認された。
3月16日、オアフ島で住民2人、マウイ島で外来者1人の感染が確認された。
3月17日、オアフ島で2人、ハワイ島で1人、マウイ島で1人の感染が確認された。

### アラスカ
2020年3月12日、アラスカ州でアンカレッジに到着した貨物機の乗員1人の感染が確認された。
3月17日、新たに3人の感染が確認された。

### アメリカ領ヴァージン諸島
2020年3月13日、最近にヴァージン諸島に帰国した1人の感染が確認された。

### プエルトリコ
2020年3月14日、プエルトリコでイタリアから来た70歳男性と68歳女性の夫婦とサンフアンの病院に入院中の71歳男性の感染が確認された。
3月15日、モナ海峡のクルーズ船から搬送されてきたカリフォルニア州在住の87歳元軍人とニューヨークを訪れていたマヤグエス在住の65歳女性の感染が確認された。
3月18日、退役軍人1人の感染が確認された。

### グアム
2020年3月15日、マニラからグアムに帰国した2人を含む60歳以上3人の感染が確認された。
3月17日、フィリピンから帰国した1人と国内接触者1人の感染が確認された。
3月18日、新たに3人の感染が確認された。

### 北マリアナ諸島
2020年3月28日、サイパン島のリゾート地で40代男女2人の感染が確認された。

## 連邦政府・州・地方自治体の対応

### トランプ政権時代
アメリカ合衆国連邦政府はドナルド・トランプ政権下の2020年、COVID-19ワクチンの研究・製造への補助や買取事前契約などに100億ドル以上を投じる「オペレーション・ワープ・スピード」（超高速作戦）を開始した。
2020年1月30日、国務省は中国渡航情報をレベル4の渡航中止勧告 (Do Not Travel) へと引き上げた。
1月31日、保健福祉省 （HHS)は「公衆衛生上の緊急事態」を宣言し、14日前までに中国に滞在したことがある外国人の入国禁止および湖北省に滞在していた米国人の隔離義務を発表したほか、到着空港を以下の7空港に制限した:
- ジョン・F・ケネディ国際空港（ニューヨーク)
- シカゴ・オヘア国際空港（シカゴ)
- サンフランシスコ国際空港（サンフランシスコ)
- シアトル・タコマ国際空港（シアトル)
- ハーツフィールド・ジャクソン・アトランタ国際空港 （アトランタ)
- ダニエル・K・イノウエ国際空港（ホノルル)
- ロサンゼルス国際空港（ロサンゼルス)

2月7日、ドナルド・トランプ大統領は習近平国家主席との電話会談で中国への支援を表明し、国務省は中国などへの約18トン分の医療物資支援や最大1億ドルの資金援助を発表した。
2月16日、カリッタ航空のチャーター機2機を派遣し、翌17日にダイヤモンドプリンセス号の乗客328人を帰国させた。
3月6日、アメリカ合衆国通商代表部はマスクや人工呼吸器、手袋など一部の医療用品を対中関税から除外した。
3月11日、トランプ大統領はイギリスとアイルランドを除くヨーロッパからの入国を13日から30日間禁止する措置を発表し、首都のワシントンではミュリエル・バウザー市長が非常事態宣言を行い、非常事態宣言を出した州は24州に達した。12日にはニューヨーク市のビル・デブラシオ市長も非常事態宣言を出した。
3月13日、トランプ大統領は国家非常事態宣言を行い、14日にマイク・ペンス副大統領はイギリスとアイルランドも入国禁止対象に加えることを発表した。
3月18日、新型コロナウイルス感染症対策として、緊急時に政府が産業界を直接的に統制できる権限を付与する国防生産法をドナルド・トランプ大統領が発動した。
3月19日、アメリカ国務省は全国民に海外渡航の中止を求める勧告を出した。同日、カリフォルニア州はアメリカで初めて州全体の外出禁止令を出した。
3月28日、トランプ大統領はニューヨーク州などで都市封鎖を検討していることを述べるもニューヨーク州のアンドリュー・クオモ知事から「連邦政府による州への宣戦布告であり、完全封鎖は中国・武漢で行われたことで、我々は中国でもないし、戦時中でもない」と猛反発されたことを受け、断念した。

### バイデン政権時代
大統領選挙に勝利したジョー・バイデンは、2020年11月9日に新型コロナウイルス感染症対策の諮問委員会を発足した。

## 検査体制
2020年3月12日の連邦議会下院公聴会で、アメリカ国立アレルギー感染症研究所（NIAID）のアンソニー・ファウチ博士は、現在の検査システムは我々の必要に即していない、「他の国のように、誰もが簡単に（検査を）受けられるという体制になっていない」と述べた。また、ハーバード大学の医療専門家アシシュ・ジャーは「アメリカは主要国の中で、唯一、感染者がどこで誰と接触したのかを調べるための追跡システムを持っていない」と指摘している。
CDCによると、アメリカでは1月以降、1万1079個の検体が調べられた。ただ、患者1人が少なくとも2つの検体を提出するのが一般的なため、検査を受けた人数は検体数より少ないとされる。民間の病院での検査はCDCに報告されないケースもあり、当局は全体の把握が難しいとしている。一方、米誌『アトランティック』はこれまでの検査人数を約8000人としている。
韓国では21万人以上が検査を受け、現在も毎日約2万人を検査しており、イギリスでは2万9700人以上が検査を受け、1日の検査人数は1000人を超える。
アメリカは1月、世界保健機関（WHO）が承認した検査キットの使用を断り、CDCが独自に検査を開発したが、その製造過程において欠陥が見つかり、多くの検査結果が判定不能となった。検体を取るための綿棒や手袋も不足している。CDCは「十分な器具も人も内部能力もない」「公衆衛生の研究所に対する投資が少な過ぎた」と述べた。
ワシントン大学病院のアレックス・アダミ博士は、今回の感染症の予防、検査、治療法について「誰も実際に訓練を受けた人はいなかった」と述べ、その結果、院内感染が発生したという。病院は当初、新型ウイルスに対応するスタッフは少ない方が、感染のリスクを限定できると判断していた。アダミ博士は、同じ過ちはアメリカのどこででも起こり得るもので、「他の病院は私たちの例を見て、『どうすれば、もっとうまくいく？』と考えてほしい。国民には私たちの例から、後手後手に回るのではなく早め早めの対応が必要だと学んでほしい」と述べた。

## 感染した著名人
- トム・ハンクス（俳優）[510]
- リタ・ウィルソン（女優、トム・ハンクスの妻）[510]
- レイチェル・マシューズ（女優）[511]
- テレンス・マクナリー（英語版）（劇作家）[512]
- ハーヴェイ・ワインスタイン（映画プロデューサー）[513]
- アラン・メリル（ミュージシャン）[514]
- クリス・クオモ（ニュースキャスター）[515]
- 清水幹太（クリエイティブ・ディレクター、在米日本人）[516]
- P!NK（ミュージシャン）[517]
- トム・デンプシー（元フットボール選手）[518]
- ジョン・プライン（英語版）（フォーク歌手）[519]
- スティーヴ・ダルコウスキー（元プロ野球選手）[520]
- ウォレス・ルーニー（ジャズ・トランペッター）[521]
- リー・コニッツ（ジャズ・ミュージシャン、作曲家）[521]
- エリス・マルサリス（英語版）（ジャズ・ピアニスト）[521]
- バッキー・ピザレリ（英語版）（ジャズ・ギタリスト）[521]
- マドンナ（歌手）[522]
- 錦織圭（プロテニス選手）[523]
- 渡辺直美（タレント）[524]